# Tondrub Wangben
Pour les articles homonymes, voir Dhondup.
Tondrub Wangben (tibétain : དོན་སྒྲུབ་ཝང་བེན, Wylie : don sgrub wang ben, THL : Tondrub Wangben) ou, dans sa translittération en mandarin, Danzhu Angben (chinois : 丹珠昂奔 ; pinyin : dānzhū ángbèn), né en juillet 1955 dans la préfecture de Haidong, province du Qinghai, en république populaire de Chine,, est un tibétologue[citation nécessaire] et homme politique chinois de minorité tibétaine. Il est l'auteur de différents ouvrages de référence sur les Tibétains.[réf. nécessaire]

## Biographie
En 1981, il adhère au Parti communiste chinois.
L'année suivante, il termine ses études de licence au sein du département de langue et littérature chinoise à l'Université centrale des minorités.
Il entre dans la vie active en 1973, d'abord au collège Dongping (东坪中学) du xian autonome tibétain de Tianzhu, dans la province du Gansu, puis à l'école Reshui (热水学校) du xian de Dulan dans la province du Qinghai et ensuite, à l'institut de littérature et d'art de l'université centrale des minorités.
De 1990 à 1995, il est directeur adjoint puis directeur de l'institut des études tibétaines de l'université centrale des minorités, directeur du département des études tibétaines puis directeur de l'institut des études tibétaines, vice doyen de l'institut d'ethnologie.
De février 2004 à janvier 2006, il est membre attaché du parti au gouvernement provincial du Yunnan, en tant qu'adjoint du gouverneur.
En avril 2006, il est nommé vice-ministre au sein de la Commission des affaires ethniques d'État de république populaire de Chine (中华人民共和国国家民族事务委员会 ou SEAC),,.
En septembre 2006, il affirme que le gouvernement chinois fait de grands efforts pour éviter l'assimilation culturelle des 56 minorités du pays et que la protection de leurs cultures est inscrite dans la constitution chinoise.
En septembre 2011, il rencontre une délégation du ministère des Affaires maories (Te Puni Kōkiri) de Nouvelle-Zélande, venue explorer un renforcement des relations commerciales avec les Maoris.
Le 23 novembre 2011, il se rend, en tant que vice-ministre, en Israël, où il est accompagné de Gao Yanping, ambassadeur de Chine en Israël.
En avril 2012, il rencontre quelques diplomates issus de pays de l'ASEAN invités à visiter l'Université centrale des nationalités.
En mars 2013, il participe à la mise en place d'une large enquête statistique sur les conditions socio-économiques des minorités de Chine.
Le 6 septembre 2013, il visite avec une délégation, dans la préfecture autonome tibétaine de Huangnan, l'institut du peuple de médecine de Huangnanzhou (黄南州人民医院), puis le collège des minorités de Huangnanzhou (黄南州民族中学), dans le Qinghai.
Le 4 février 2016, il participe à l'inauguration d'une exposition sur la protection du patrimoine historique des minorités au Palais de la culture des minorités (zh) de Pékin.

## Œuvres
- (zh) 藏族神灵论, 北京, 中国社会科学出版社, 新華書店经销,‎ 1990, 168 p. (ISBN 978-7-5004-0678-5, OCLC 27113002) (traité sur les divinités tibétaines)
- (zh) 丹珠昂奔 (dir.), 藏族文化散论, 北京, 中国友谊出版公司,‎ 1993 (ISBN 978-7-5057-0678-1, OCLC 31925696) (traité sur la diffusion de la culture tibétaine)
- (zh) 丹珠昂奔 (dir.), 历辈达赖喇嘛与班禅额尓德尼年谱, 北京, 中央民族大学出版社, 新华书店北京发行所发行,‎ 1998 (ISBN 978-7-81001-742-8, OCLC 40899279) (Chronique de la généalogie du dala-lama et de celle du panchen lama ou bainqen erdini)
- (zh) (bo) 丹珠昂奔 (dir.), 藏族大辞典 / བོད་རིགས་ཚིག་མཛོད་ཆེན་མོ, 兰州, 甘肃人民出版社,‎ 2003 (ISBN 9787226020302, OCLC 53151689, lire en ligne) (Grand dictionnaire des Tibétains)
- (zh) 丹珠昂奔 (dir.), 少数民族对祖国文化的贡献, 北京, 中央民族大学出版社,‎ 2012 (ISBN 978-7-5660-0085-9, OCLC 796932486) (Contributions des minorités à la culture de la nation)